# ReBirth RB-338
Rebirth RB-338 es un sintetizador de software que se inspiró en el secuenciador TB-303 y dos cajas de ritmos TR-808 y TR-909 que originariamente fueron creadas por la corporación Roland. Gracias al software Propellerhead, sus únicos sonidos e imágenes visuales han renacido mediante la simulación digital. Estos instrumentos electrónicos abarcan todo tipo de géneros musicales: Pop, rock, hip-hop, reggae, acid, mínimal, drum&bass, etc.

## Principales características
Está formado por dos sintetizadores TB-303 y dos cajas de ritmos TR-808 y TR-909 que permiten crear infinidades de sonidos y ritmos. Incorpora un panel de transporte, un compresor, mixers, una sección master y una sección patrón(pattern section), que nos permiten cargar y guardar nuestras bases y melodías. A mayores han introducido tres procesadores de efectos:PCF, delay y distorsión para dar más juego a nuestras mezclas.
El software permite ser utilizado a través de una controladora MIDI, pero un inconveniente es que solo podremos asignar faders y potenciómetros.El resto de la botonería la tendremos que manejar o bien desde el ratón o desde el teclado.
Varios puntos a favor son que nos permite grabar nuestros propios temas en el modo canción (Song mode), y que es un software completamente gratuito.

### Selectores y potenciómetros de la TB-303
Forma de onda (Waveform)
Este selector permite elegir entre dos formas de onda para el oscilador:
Diente de sierra:
Se trata de una forma de onda completa y rica en la cual se incluyen todos los armónicos.
Forma cuadrada: Contiene armónicos impares.
Melodía (Tune)
Este potenciómetro te permite ajustar la melodía del sintetizador. El rango es de dos octavas.
Cierre (Cutoff)
Establece la frecuencia de corte para el filtro. Cuanto más alto sea este valor, más brillante será el sonido.
Resonancia (Reso)
Determina el carácter del sonido y la retroalimentación.
Modulación Envolvente
Determina la cantidad de efecto envolvente. En su posición más baja el efecto es mínimo sobre el sonido, y en posiciones altas el sonido tendrá mucho más efecto y brillo.
Decaimiento (Decay)
Regula como se desvanece el sonido en cuanto se apaga su fuente primaria.
Acento (Accent)
Permite regular la cantidad de énfasis que queramos dar a nuestra mezcla.
Modo del tono (Pitch mode)
Cuando está activado, el secuenciador avanzará automáticamente al siguiente paso(step).
Cuando este desactivado, el secuenciador no avanzará automáticamente.
Borrar (Clear)
Esto borra el patrón por completo.
Arriba/abajo (Up/down)
Permite subir o bajar una octava sobre el step seleccionado.
Puedes tenerlos activados a la vez, sin embargo será como no tenerlos activados.
Nota/pausa (Note/pause)
En posición de nota el step sonará, y en posición de pausa dejará de sonar.
Editar paso (Edit step)
Indica el step seleccionado.
Atrás (Back)
Permite volver al step anterior en el patrón.
Paso (Step)
Permite pasar al siguiente paso en el patrón.

### Selectores y potenciómetros de la TR-808
Control de nivel (Level control)
Estos potenciómetros sirven para ajustar los niveles de cada instrumento.
Controles de sonido (Sound controls)
Tono (Tone)
Este potenciómetro ajusta el "color" del sonido. Cuanto mayor sea el valor, más brillo tendrá el sonido.
Decaimiento (Decay)
Determina la duración del sonido. Cuanto mayor sea el valor, más durará el sonido.
Melodía (Tune)
Permite ajustar la melodía del sonido.
Snappy
Este potenciómetro solo está disponible en la caja. Cuanto mayor sea el ajuste más se escuchará.
Interruptores compartidos
Existen cinco interruptores que nos permiten seleccionar entre diferentes instrumentos.
Selector de sonidos (Sound control)
Permite seleccionar entre los diferentes instrumentos.
| Leyenda | Nombre        |
| ------- | ------------- |
| AC      | Accent        |
| BD      | Bass Drum     |
| SD      | Snare Drum    |
| LT      | Low Tom       |
| MT      | Middle Tom    |
| HT      | High Tom      |
| LC      | Low Conga     |
| MC      | Middle Conga  |
| HC      | High Conga    |
| RS      | Ring Shot     |
| CL      | Claves        |
| CP      | Hand-Claps    |
| MA      | Maracas       |
| CB      | Cowbell       |
| CY      | Cymbal        |
| OH      | Open Hi-Hat   |
| CH      | Closed Hi-Hat |

### Selectores y potenciómetros de la TR-909
Controles de sonido (Sound controls)
Nivel (Level)
Permite ajustar el nivel de sonido de cada instrumento.
Melodía (Tune)
Permite ajustar la melodía del sonido.
Tono (Tone)
Permite ajustar el "color" del sonido.
Snappy
Sólo está disponible para la caja.
Attack
Permite regular el ataque del bombo.
Decay
Permite ajustar la duración del sonido. Cuanto más alto sea el valor, más tiempo durará el sonido.
Selector de sonidos (Sound control)
| Leyenda | Nombre       |
| ------- | ------------ |
| AC      | Accent       |
| BD      | Bass Drum    |
| SD      | Snare Drum   |
| LT      | Low Tom      |
| MT      | Middle Tom   |
| HT      | High Tom     |
| RS      | Ring Shot    |
| CP      | Hand-Claps   |
| CH      | Close Hi-Hat |
| OH      | Open Hi-Hat  |
| CC      | Crash Cymbal |
| RC      | Ride Cymbal  |

## En dispositivos móviles
En abril de 2010, Rebirth RB-338 fue relanzado como una aplicación para iPhone e iPod. En noviembre de 2010 una nueva versión renovada y modernizada se puso a disposición para iPad.

## Sistema operativo
| Rebirth 2.0.1 Requisitos del sistema Windows | Rebirth 2.0.1 Requisitos del sistema operativo Mac OS |
| --- | --- |
| Procesador Pentium 90 MHz de 16 MB de RAM o más. Windows 98/98/NT/2000, XP o posterior. 256 color monitor (o mejor), 640x480 o superior. CD-ROM 16-bit Windows tarjeta de sonido compatible preferentemente con una controladora ASIO o DirectX. Para la sincronización con dispositivos externos, se requiere una interfaz MIDI. | Compatibilidad con equipos Macintosh 16 MB de RAM Mac OS 7.5.3 o posterior. CD-ROM 256 color monitor (o mejor), 640x480 o superior. 16 bits de audio, Apple Sound Manager 3.2.1 o posterior. Interface MIDI OMS 2.2 incluida en ReBirth CD-ROM. |